# Demonax similis
Demonax similis är en skalbaggsart som beskrevs av Aurivillius 1928. Demonax similis ingår i släktet Demonax och familjen långhorningar.
Artens utbredningsområde är Filippinerna. Inga underarter finns listade i Catalogue of Life.